# 國有化
国有化（英語：Nationalization），是将财产收归国家所有的行为。通常它指的是将大型涉及公共業務的私人企業国有化，但是有时它也指其它级别政府（比如地方政府）的公有财产。一般情况下国家会支付一定的金额来补偿原来的所有者，但是有的时候这个价格比市场价格要低很多，所以会造成原来所有者的损失。国有化的理由往往是因为某些产业（比如公共電力、石油、天然氣、自來水等）或某些土地（如日本政府將釣魚台列嶼收歸國有）具有重要的战略作用。国有化的对立面通常是私有化。